# Tariffville
Tariffville è un census-designated place (CDP) degli Stati Uniti d'America, situato nello stato del Connecticut, nella contea di Hartford. La popolazione era di 1.324 abitanti al censimento del 2010. È una località popolare tra gli appassionati di canoa-kayak che utilizzano il Farmington River.